# Inami
Az Inami (eredeti cím: Inami le bellacaibos) francia televíziós rajzfilmsorozat. Franciaországban 2008-ban a TF1 tűzte műsorra. Magyarországon 2009-ben a Minimax vetítette, majd később az M1 sugározta, és az M2 ismételte.

## Szereplők
| Szereplő       | Eredeti hang      | Magyar hang      | Leírás                                                                |
| -------------- | ----------------- | ---------------- | --------------------------------------------------------------------- |
| Inami          | Nathalie Bienaimé | Kardos Bence     | A sorozat főszereplője, Bellacaibos indiántörzsben élő 11 éves kisfiú |
| Shimiwe        | ?                 | Hamvas Dániel    | Inami legjobb barátja                                                 |
| Hyaema         | ?                 | Dögei Éva        | Patami indiántörzsben élő kislány, aki Inami barátnője és szerelme    |
| Carras         | ?                 | Berzsenyi Zoltán | Bellacaibos indiántörzs jóságos és bölcs sámánja                      |
| Morikas        | ?                 | Kapácsy Miklós   | Patami indiántörzs gonosz sámánja                                     |
| Aminata        | ?                 | Vadász Bea       | Inami kishúga                                                         |
| Xiomaro        | ?                 | Dányi Krisztián  | Bellacaibos indiántörzs főnöke, aki Inami és Aminata édesapja         |
| Pintos         | ?                 | Faragó András    | Shimiwe szigorú édesapja                                              |
| Minoska        | ?                 | Makay Andrea     | Inami és Aminata édesanyja, Xiomaro felesége                          |
| Horonami       | ?                 | Bodor Erzsébet   | Hyaema édesanyja                                                      |
| Shaima         | ?                 | Molnár Ilona     | Hyaema barátnője                                                      |
| Fuziue         | ?                 | Vári Attila      | Hyaema falubeli barátja, Morikas unokaöccse                           |
| Atanarus       | ?                 | ?                | ?                                                                     |
| Mijia és Tagoa | ?                 | ?                | ?                                                                     |
| Janthos        | ?                 | ?                | Egy öreg sámán                                                        |
| Ruixen         | ?                 | ?                | ?                                                                     |
| Tatoune        | –                 | –                | Egy rózsaszínű tatu, aki Inami totemállata                            |
| Chuma          | –                 | –                | Egy bagoly, aki Shimiwe totemállata                                   |
| Tyna           | –                 | –                | Egy bagoly, aki Chuma lánya                                           |
| Cracas         | –                 | –                | Egy kajmán, aki Pintos totemállata                                    |

- További magyar hangok: Holl Nándor, Vári Attila

## Epizódok
| #   | Magyar cím                 | Eredeti cím                         | Eredeti cím                        |
| #   | Magyar cím                 | Angolul                             | Franciául                          |
| --- | -------------------------- | ----------------------------------- | ---------------------------------- |
| 01. | Volt egy álmom...          | I Had a Dream...                    | J'ai fait un rêve                  |
| 02. | A sötét árnyék             | The Dark of Curtian                 | Le rideau sombre                   |
| 03. | A rózsaszín delfin         | The Pink Dolphin                    | Le dauphin rose                    |
| 04. | A sókeresők                | The Salt Quest                      | La quête du sel                    |
| 05. | Mérgező viszálykodás       | The Vemon of Contention             | Le venin de la discorde            |
| 06. | A titok                    | The Secret                          | Le secret                          |
| 07. | A négy elem                | The Four Element                    | Les quatre éléments                |
| 08. | A nagy testvér             | Big Brother                         | Grand Frère                        |
| 09. | Lángemberek                | The Flame Mans                      | Les hommes flammes                 |
| 10. | Tiltott szentély           | The Forbidden Sanctuary             | Le sanctuaire interdit             |
| 11. | A sötét sámán              | The Dark Shaman                     | Le chaman noir                     |
| 12. | A krokodil pikkelye        | The Crocodile Scales                | L'épreuve de l'écaille             |
| 13. | A szabadság ára            | The Price of Freedom                | Le prix de la liberté              |
| 14. | A kétszínű Tatuni          | A Tatoune Full of Colors            | Une tatoune de toutes les couleurs |
| 15. | Az éneklő hegy             | The Livin Moutain                   | La montagne qui chante             |
| 16. | A furcsa falu              | A Strange Village                   | Un étrange village                 |
| 17. | Fekete gyémánt             | The Black Diamon                    | Le diamant noir                    |
| 18. | Az álomkút                 | The Well of Dream                   | Le puits des songes                |
| 19. | Kettős kötés               | The Double Link                     | Le double lien                     |
| 20. | Titokzatos sziget          | Mystery Island                      | L'île des mystères                 |
| 21. | A tatu család              | The Tatou Family                    | La famille tatou                   |
| 22. | A Magasságos Tatu szemei   | The Eyes of The Big Tatou           | Les yeux du grand tatou            |
| 23. | A tizenkét cápafog         | The Twelve teeth of the Shark       | Les douze dents du requin          |
| 24. | Életet egy életért         | The Life of The Life                | Une vie pour une vie               |
| 25. | A szellemek furcsa üzenete | The Strange Message of the Herburas | L'étrange message des Hékuras      |
| 26. | A béke próbája             | The Test of Peace                   | L'épreuve de la paix               |